# Lars Krogh Jeppesen
Lars Krogh Jeppesen (født 5. marts 1979 i Hvidovre) er en tidligere dansk håndboldspiller og nuværende træner. Han var en høj og stærk venstre back og en glimrende forsvarsspiller.

## Professionel karriere
Lars Krogh Jeppesen indledte sin karriere i Avedøre IF i 1987, og ti år senere skiftede han til Team Helsinge. Efter tre år her, hvor han også fik debut på landsholdet, skiftede han til SG Flensburg-Handewitt i 2000. Han spillede fire sæsoner for nordtyskerne, inden han blev hentet til FC Barcelona. Her blev det to sæsoner, efterfulgt af en sæson i THW Kiel, inden han i 2007 blev fristet af et tilbud fra Bjerringbro-Silkeborg. Lars Krogh har i sin karriere i flere perioder været plaget af skader, og især opholdet i Kiel blev af den grund lidt af en fiasko. Med sine klubber har han vundet Champions League to gange (2005 med FC Barcelona og 2007 med THW Kiel), to tyske mesterskaber (2004 med  SG Flensburg-Handewitt og 2007 med Kiel), det spanske mesterskab i 2006, Europacup for pokalvindere i 2001 med Flensburg samt flere pokalmesterskaber.
Med sin store højde og sit hårde skud blev Lars Krogh Jeppesen tidligt udtaget til landsholdene, og han har spillet 26 Y-landsholdskampe og 28 U-landsholdskampe, inden han allerede som 19-årig fik sin A-landsholds-debut. Også her er skaderne kommet i vejen for det helt store gennembrud, men han har været med ved flere slutrunder i 2000'erne. Han har været med til at vinde to EM-bronzemedaljer (2002 og 2004) samt ikke mindst guldmedaljerne fra EM i 2008. Pr. januar 2008 har han spillet 125 landskampe og scoret 361 mål.
Desuden var han med til at vinde både EM- og VM-guld med U-landsholdet i 1998/1999.

## Andre aktiviteter
Lars Krogh Jeppesen deltog i 2020 i sæson 17 af Vild med dans, hvor han dansede med den professionelle danser Malene Østergaard. Danseparret røg ud af konkurrencen, som det første par.

## Eksterne links
- THW Kiel profile Arkiveret 24. juli 2013 hos  Wayback Machine